# Cratere Short
Short è un cratere lunare di 67,94 km situato nella parte sud-occidentale della faccia visibile della Luna.